# Leonard Van Dorpe
Leonard Vandorpe, ook 'Van Dorpe', (Kortrijk, 11 april 1798 - 8 november 1873) was een Belgisch politicus.

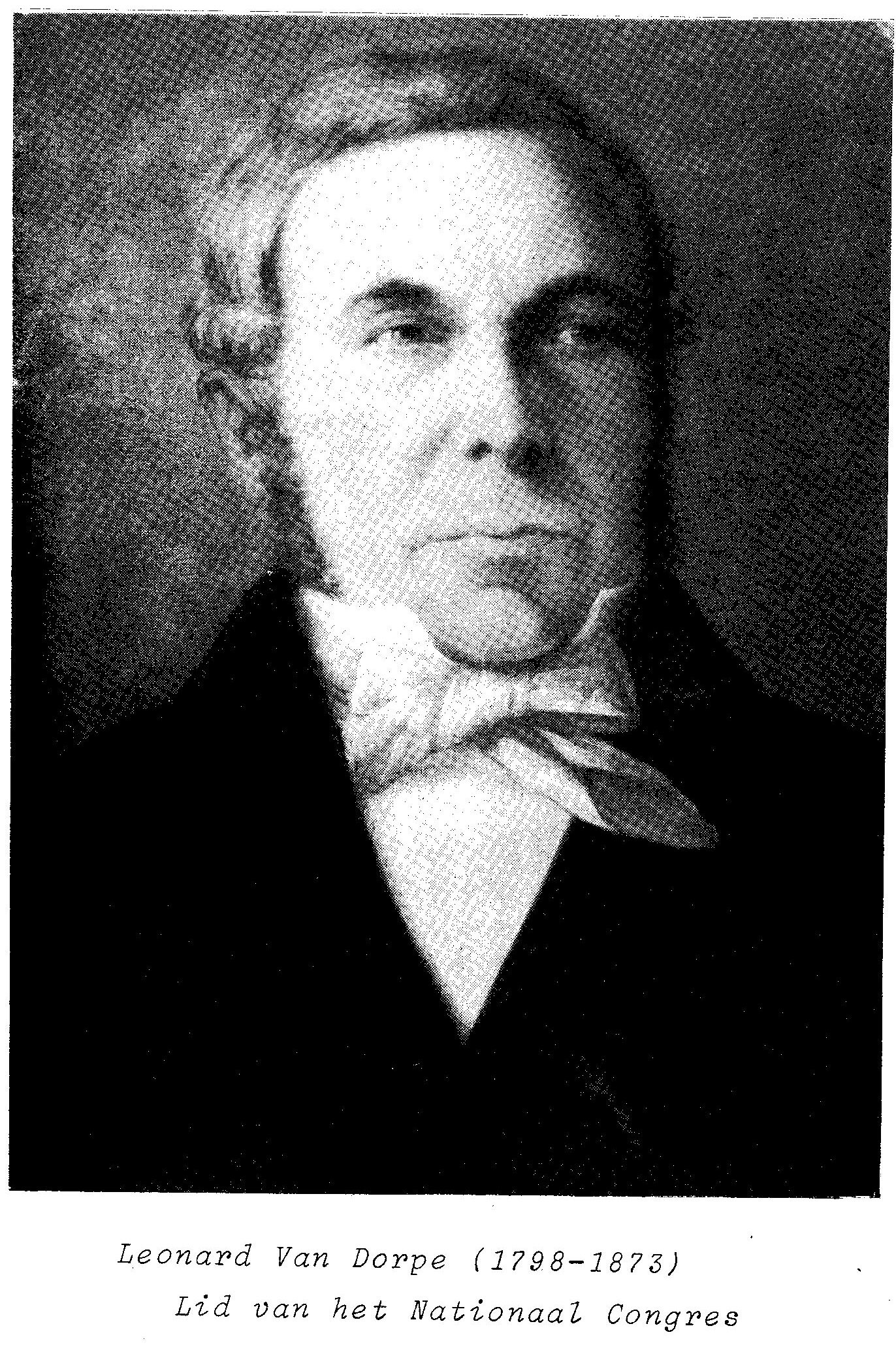
Leonard Van Dorpe 1798-1873

## Levensloop
Vandorpe was een zoon van de Kortrijkse chirurg en dokter in de geneeskunde Jean-François Vandorpe (1757-1803). Hij werd linnenhandelaar en gemeenteraadslid (1828) en speelde een rol in het organiseren van petities voor meer vrijheid onder het Verenigd Koninkrijk der Nederlanden. De acties in 1829 ondernomen waren in zijn ogen niet bedoeld om het regime omver te werpen want tezelfdertijd keurde hij in de gemeenteraad een besluit goed tot de oprichting van een nieuwe stadspoort die de Willem I-poort zou heten 'ter ere van onze geliefde Vorst'. Hij was medestichter van de Courrier des Flandres in Gent.
Tijdens de Belgische Revolutie werd hij als vooraanstaande burger en katholieke vooruitstrevende politicus (volgeling van Hughes Félicité Robert de Lamennais), tot lid van het Nationaal Congres (België) verkozen voor het arrondissement Kortrijk. Hij was in het Congres tegenstander van de oprichting van een tweede kamer (Senaat) en stelde voor dat het ambt van volksvertegenwoordiger onbezoldigd zou uitgeoefend worden, mits een onkostenvergoeding van 200 gulden per maand zolang de zitting zou duren. Hij verzette zich eveneens tegen het toekennen van een som van 150.000 gulden aan het Voorlopig Bewind (België). Hij steunde de kandidatuur van de hertog van Leuchtenberg als koning van België. Aangezien de taak van het Nationaal Congres nl. een grondwet op te stellen voltooid was werd een ontwerp van decreet tot ontbinding van het Nationaal Congres op de zitting van 12 april 1831 besproken en verworpen. Men vreesde dat verkiezingen vooral in Vlaanderen een Orangistische meerderheid konden opleveren.
Van Dorpe gaf zijn ontslag op 19 mei 1831 nadat de orangisten in Gent werden bedreigd door de radicalen onder leiding van Alexandre Gendebien en verliet de nationale politiek. Henri Vercruysse-Bruneel volgde hem op.
In 1836 verliet hij ook de gemeenteraad om zich volledig aan zijn linnenhandel en zijn gezin te wijden. Dit kan duiden op de moeilijkheden die men in de textielbranche ondervond, maar ook op een groeiend ongenoegen met de richting die de revolutie uitging en meer bepaald de francofiele politiek. Wel staat vast dat de veroordeling door Rome van de theorieën van Lamennais onder meer in de encycliek Mirari Vos, Vandorpe, als goede katholiek, voor een verscheurend gewetensprobleem had geplaatst. Hij koos voor de gehoorzaamheid en verbrandde het portret van Lamennais in de open haard. In Kortrijk is een straat naar hem genoemd. Op de Congreskolom te Brussel wordt hij 'Léon Vandorpe' genoemd.

## Familie
Zijn broer Jan Vandorpe volgde hem op in de gemeenteraad van Kortrijk en werd in 1843 schepen en rechterhand van burgemeester Félix de Bethune, collega van Leonard Vandorpe in het Nationaal Congres.
Zijn zoon Léon Vandorpe was gemeenteraadslid van Kortrijk van 1867 tot 1884.
Zijn achterkleinzoon Frantz Van Dorpe was burgemeester van Sint-Niklaas.
Zijn achter-achterkleindochter Catherine Waelkens is sedert 1 januari 2013 schepen van Financiën en Begroting te Kortrijk voor de N-VA.